# Passiflora pilosa
Passiflora pilosa är en passionsblomsväxtart. Passiflora pilosa ingår i släktet passionsblommor, och familjen passionsblomsväxter.

## Underarter
Arten delas in i följande underarter:
- P. p. dimidiata
- P. p. pilosa